# Hockey su prato ai Giochi panamericani
L'hockey su prato ai Giochi panamericani si disputò per la prima volta a Winnipeg ai Giochi panamericani del 1967, dove venne disputato il solo torneo maschile. Il torneo femminile di hockey fece invece la sua comparsa nel 1987 a Indianapolis, ai X Giochi panamericani. L'Argentina e il Canada in campo maschile e l'Argentina in campo femminile hanno dominato la scena vincendo tutti i tornei organizzati con la sola eccezione dell'edizione del 2011 a Guadalajara, dove nel torneo femminile si imposero le statunitensi.

## Torneo maschile

### Edizioni
| 1967          | Winnipeg, Canada                     | Argentina | 5–0           | Trinidad e Tobago | Stati Uniti | 1–0 | Canada            |
| 1971          | Cali, Colombia                       | Argentina |               | Messico           | Canada      | 1–0 | Cile              |
| 1975          | Città del Messico, Messico           | Argentina | 1–0           | Canada            | Messico     | 2–0 | Giamaica          |
| 1979          | San Juan, Porto Rico                 | Argentina |               | Canada            | Messico     |     | Cuba              |
| 1983          | Caracas, Venezuela                   | Canada    | 3–1           | Argentina         | Cile        | 1–0 | Stati Uniti       |
| 1987          | Indianapolis, Stati Uniti            | Canada    | 3–1           | Argentina         | Stati Uniti | 3–2 | Cile              |
| 1991          | L'Avana, Cuba                        | Argentina | 3–0           | Canada            | Stati Uniti | 7–1 | Barbados          |
| 1995          | Mar del Plata, Argentina             | Argentina | 1–0           | Canada            | Stati Uniti | 3–2 | Cile              |
| 1999          | Winnipeg, Canada                     | Canada    | 1–0           | Argentina         | Cuba        | 6–0 | Cile              |
| 2003          | Santo Domingo, Repubblica Dominicana | Argentina | 1–0           | Canada            | Cuba        | 6–2 | Cile              |
| 2007          | Rio de Janeiro, Brasile              | Canada    | 2–2 (5–4 dcr) | Argentina         | Cile        | 5–3 | Trinidad e Tobago |
| 2011 Dettagli | Guadalajara, Messico                 | Argentina | 3–1           | Canada            | Cile        | 4–3 | Cuba              |
| 2015 Dettagli | Toronto, Canada                      | Argentina | 3-0           | Canada            | Cile        | 4-1 | Brasile           |
| 2019 Dettagli | Lima, Perù                           | Argentina | 5–2           | Canada            | Stati Uniti | 2-1 | Cile              |
| 2023 Dettagli | Santiago del Cile, Cile              | Argentina | 3-1           | Cile              | Canada      | 3-2 | Stati Uniti       |

### Medagliere
| Pos. | Squadra           | 1º posto | 2º posto | 3º posto | Totale |
| ---- | ----------------- | -------- | -------- | -------- | ------ |
| 1    | Argentina         | 11       | 4        | 0        | 15     |
| 2    | Canada            | 4        | 8        | 2        | 14     |
| 3    | Cile              | 0        | 1        | 4        | 5      |
| 4    | Messico           | 0        | 1        | 2        | 3      |
| 5    | Trinidad e Tobago | 0        | 1        | 0        | 1      |
| 6    | Stati Uniti       | 0        | 0        | 5        | 5      |
| 7    | Cuba              | 0        | 0        | 2        | 2      |
|      | Totale            | 15       | 15       | 15       | 45     |

## Torneo femminile

### Edizioni
| 1987          | Indianapolis, Stati Uniti            | Argentina   | 3–2              | Stati Uniti | Canada           | 5-0              | Trinidad e Tobago |
| 1991          | L'Avana, Cuba                        | Argentina   | 0-0 (3–1 d.c.r.) | Canada      | Stati Uniti      | 7–0              | Messico           |
| 1995          | Mar del Plata, Argentina             | Argentina   | 3-2              | Stati Uniti | Canada           | 4-0              | Cuba              |
| 1999          | Winnipeg, Canada                     | Argentina   | 5-2              | Stati Uniti | Canada           | 2–0              | Trinidad e Tobago |
| 2003          | Santo Domingo, Repubblica Dominicana | Argentina   | 3-1              | Stati Uniti | Uruguay          | 2–2 (5-4 d.c.r.) | Cile              |
| 2007          | Rio de Janeiro, Brasile              | Argentina   | 4–2              | Stati Uniti | Antille Olandesi | 2-1              | Cile              |
| 2011 Dettagli | Guadalajara, Messico                 | Stati Uniti | 4-2              | Argentina   | Cile             | 3-0              | Canada            |
| 2015 Dettagli | Toronto, Canada                      | Stati Uniti | 2-1              | Argentina   | Canada           | 1-0              | Cile              |
| 2019 Dettagli | Lima, Perù                           | Argentina   | 5–1              | Canada      | Stati Uniti      | 5-1              | Cile              |
| 2023 Dettagli | Santiago del Cile, Cile              | Argentina   | 2-1              | Stati Uniti | Cile             | 2-0              | Canada            |

### Medagliere
| Pos. | Squadra          | 1º posto | 2º posto | 3º posto | Totale |
| ---- | ---------------- | -------- | -------- | -------- | ------ |
| 1    | Argentina        | 8        | 2        | 0        | 10     |
| 2    | Stati Uniti      | 2        | 6        | 2        | 10     |
| 3    | Canada           | 0        | 2        | 4        | 6      |
| 4    | Cile             | 0        | 0        | 2        | 2      |
| 5    | Uruguay          | 0        | 0        | 1        | 1      |
| 6    | Antille Olandesi | 0        | 0        | 1        | 1      |
|      | Totale           | 10       | 10       | 10       | 30     |